# Carmela Moya García
Carmela Moya García (València, 1952) és llicenciada en medicina. La seua familia es caracteritza per pertànyer a la classe mitjana i per la defensa d'idees progressistes, dels quals va rebre la mateixa ideologia. La seua formació va ser completament en institucions públiques, la qual cosa va provocar una major apertura de pensament degut a la gran diversitat cultural. Durant el batxillerat va descobrir la seua passió per la literatura, assolint una postura de defensa política i social. Es gradua en Medicina a l'any 1978 a la Universitat de València i es va especialitzar en Medicina Preventiva i Salut Pública.
El seu primer treball es va desenvolupar en la Plana de Requena-Utiel, on va realitzar funcions de forense que li van donar a conèixer la problemàtica del suïcidi en el món rural. Va continuar la seua formació acadèmica presentant-se a les oposicions d'epidemiologia de la Sanitat Nacional, vincultant-se a l'Administració Pública. Va treballar en Castelló com a tècnica en vigilància epidemiológica, i més tard es va traslladar a València amb el càrrec de Directora General de Salut Pública. El treball del qual es sent més agraïda és la creació de les Unitats de Diagnóstic Precoç de Càncer de Mama. Va rebre l'Encàrrec de l'Ordre Civil del Ministeri de Sanitat pel seu treball d'investigació en el brot de Legionella Comunitari. Posteriorment, va ser reconeguda com la primera dona Delegada del Govern de la Comunitat Valenciana i Delegada del Govern per al Plan Nacional sobre Drogues. Fins a la seua jubilació va treballar com a responsable de formació de la Conselleria de Sanitat. Durant tota la seua vida ha estat vinculada a la Societat Espanyola i Administració Sanitària i a l'Institut Metge Valencià del qual és presidenta.
Durant el perióde com a Delegada del Govern per al PNSD, volia canviar el paradigma del tractament cap a una perspectiva de Salut Pública i abandonar la visió de problema policial amb les drogues. Va promoure polítiques de prevenció per a minoritzar l'oferta i demanda de drogues. Pel que fa a les principals actuacions, va convocar una sèrie d'ajudes econòmiques per a la creació de projectes de prevenció i tractament. El principal obstàcle que va trobar-se durant la seua trajectòria laboral va ser el masclisme estructural, no obstant això, la seua participació va ser un exemple d'empoderament femení per a moltes dones.